# The Girl on a Bulldozer
The Girl on a Bulldozer (en hangul, 불도저에 탄 소녀;romanización revisada del coreano:  Buldojeoe Tan Sonyeo) es una película surcoreana de 2022, escrita y dirigida por Park Yi-woong y protagonizada por Kim Hye-yoon, Park Hyuk-kwon, Oh Man-seok y Yesung. Se presentó en el 26.º Festival Internacional de Cine de Busan, en octubre de 2021, y se estrenó en sala el 7 de abril de 2022.

## Sinopsis
Hye-young, una chica de 19 años, vive con su padre Bon-jin, que dirige un restaurante chino, y un hermano menor. La vida de Hye-young es difícil, sin su madre y con un padre irresponsable y arruinda por sus deudas de juego. Vive frustrada, con un comportamiento violento que le ocasiona problemas con la justicia, y en última instancia el despido de su trabajo. Un día, Bon-jin sufre un misterioso accidente automomovilístico y ella se encuentra repentinamente como la jefa de la familia que debe proteger su hogar y cuidar a su hermano menor, al tiempo que empieza a buscar la verdad sobre el accidente de su padre. En esa búsqueda tiene la ayuda de un detective de policía que investiga el caso sin llegar a ninguna solución.

## Reparto
- Kim Hye-yoon como Goo Hye-young.[7][8][9]
- Park Hyuk-kwon como Bon-jin, padre de Hye-young.[10]
- Oh Man-seok como Choi Young-hwan.[11]
- Yesung como Go Yoo-seok, un detective a cargo del accidente de Bon-jin.[12][13]
- Park Si-woo como Hye-jeok, el hermano menor de Hye-young
- Choi Hee-jin como Kyeong-jin.
- Lee Hwi-jong como Eun-seok.
- Seong Yeo-jin como la madre de Eun-seok.
- Kim Hee-chang como el detective Jang.
- Kim Joong-ki como Tae-wan.
- Susanna Noh como Eun-jin.[14]
- Yang Mi-sun como gerente del New York Burger.[15]

## Producción
La trama de la película tiene similitudes con un hecho real sucedido en Colorado en 2004, cuando el propietario de un taller de reparación de silenciadores de automóviles Marvin Heemeyer condujo una excavadora modificada y demolió el ayuntamiento de Granby, la casa de un exalcalde y otros varios edificios antes de suicidarse. Sin embargo, el director Park Yi-woong declaró: «en realidad, después de escribir el guion, descubrí que había detrás una historia real».
El rodaje comenzó en mayo de 2020. Se trata del primer papel protagonista en cine para Kim Hye-yoon, además con un tipo de personaje muy alejado de los que estaba interpretando en sus últimas series televisivas: una joven de carácter áspero, malhablada, con tatuajes llamativos, e incluso violenta. Algunas de las dificultades que encontró en el rodaje fueron precisamente adoptar con naturalidad ese lenguaje vulgar y conducir casi tumbada la excavadora, pues apenas llegaba a los pedales, además de las sesiones de maquillaje para el brazo tatuado.
El 17 y 18 de marzo de 2022 se publicaron imágenes y un tráiler de la película, y se anunció la fecha del estreno.

## Estreno y taquilla
The Girl on a Bulldozer se presentó en la sección Korean Cinema Today - Panorama del 26.º Festival Internacional de Cine de Busan, en octubre de 2021. Se estrenó unos meses después, el 7 de abril de 2022. Se exhibió en 203 cines para un total de 12 482 espectadores, que dejaron una taquilla del equivalente a 81 754 dólares. Una de las causas de esas cifras tan bajas fue la pandemia de Covid-19, que ya había aconsejado el aplazamiento del estreno. Los intentos de animar la taquilla con pases previos, promociones y descuentos no impidieron estos modestos resultados.
También fue invitada al Festival de Cine Asiático de Osaka, y al 20.º Festival de Cine Coreano en Florencia, donde se proyectó desde ese mismo 7 de abril por una semana.

## Crítica
Panos Kotzathanasis (HanCinema) escribe que la película se presenta como una acusación de los jóvenes al mundo de los adultos, que maltratan a la protagonista por ser joven, mujer y pobre. Destaca la interpretación de Kim Hye-joon, que «ofrece una actuación asombrosa en el papel protagónico, en una actuación verdaderamente implacable que la tiene peleando casi constantemente con alguien [...] Kim parece aparecer en casi todas las escenas de la película, y está genial en todas y cada una de ellas». También elogia Kotzathanasis el enfoque visual, con una iluminación y uso de colores cercanos a los típicos del género policíaco, y el montaje, «tanto en la forma en que se implementan los flashbacks como en el ritmo general relativamente rápido».
Park Jeong-won (Cine 21) escribe: «es una película que utiliza la aspereza que se siente en el título como fuerza impulsora para avanzar. Se enfoca en retratar vívidamente la ira y la desesperación al mostrar las partes ásperas e incómodas de Hye-young». SI bien el guion es convencional y la composición deficiente, tales fallos se compensan  con el poderoso final y la actuación de Kim Hye-yoon, y queda «una película sólida [que] deja una impresión duradera».

## Premios y candidaturas
| Año  | Premios                           | Categoría                      | Candidato               | Resultado | Ref.          |
| ---- | --------------------------------- | ------------------------------ | ----------------------- | --------- | ------------- |
| 2022 | Blue Dragon Film                  | Mejor actriz revelación        | Kim Hye-yoon            | Ganadora  | [ 22 ] [ 23 ] |
| 2022 | Blue Dragon Film                  | Mejor director novel           | Park Yi-woong           | Nominado  | [ 24 ]        |
| 2022 | Buil Film                         | Mejor actriz revelación        | Kim Hye-yoon            | Nominada  | [ 25 ]        |
| 2022 | Chunsa Film Art                   | Mejor actriz revelación        | Kim Hye-yoon            | Nominada  |               |
| 2022 | Grand Bell                        | Mejor actriz revelación        | Kim Hye-yoon            | Ganadora  | [ 26 ] [ 27 ] |
| 2022 | Grand Bell                        | Mejor director novel           | Park Yi-woong           | Ganador   | [ 26 ] [ 27 ] |
| 2022 | Korean Film Producers Association | Mejor actriz revelación        | Kim Hye-yoon            | Ganadora  | [ 28 ]        |
| 2022 | New York Asian Film Festival      | Rising Star Asia               | Kim Hye-yoon            | Ganadora  | [ 29 ]        |
| 2022 | Osaka Asian Film Festival         | Mejor película                 | The Girl on a Bulldozer | Nominada  |               |
| 2023 | Baeksang Arts                     | Mejor actriz revelación        | Kim Hye-yoon            | Nominada  | [ 30 ] [ 31 ] |
| 2023 | Baeksang Arts                     | Mejor director novel           | Park Yi-woong           | Nominado  | [ 30 ] [ 31 ] |
| 2023 | Director's Cut                    | Mejor actriz revelación        | Kim Hye-yoon            | Nominada  | [ 32 ]        |
| 2023 | Director's Cut                    | Mejor director novel           | Park Yi-woong           | Nominado  | [ 32 ]        |
| 2023 | Director's Cut                    | Premio Vision                  | Park Yi-woong           | Nominado  | [ 32 ]        |
| 2023 | Wildflower Film                   | Mejor director de largometraje | Park Yi-woong           | Nominado  | [ 33 ]        |
| 2023 | Wildflower Film                   | Mejor actriz revelación        | Kim Hye-yoon            | Ganadora  | [ 33 ]        |
| 2023 | Wildflower Film                   | Mejor director novel           | Park Yi-woong           | Nominado  | [ 33 ]        |